# Otiothops curua
Otiothops curua is een spinnensoort uit de familie Palpimanidae. De soort komt voor in Brazilië.